# Ormosia brevicalcarata
Ormosia brevicalcarata là một loài ruồi trong họ Limoniidae. Chúng phân bố ở miền Tân bắc.